# کانچابالیا
کانچابالیا (به لاتین: Kanchabalia) یک روستا در بنگلادش است که در استان باریسال و در ناحیه پیروج‌پور واقع شده است.